# 涙の影
『涙の影』（なみだのかげ）は、シャ乱Qの11枚目のシングル。1996年7月24日にBMG JAPANから発売された。

## 解説
- 大ヒットとなった前作『いいわけ』から3か月でのリリース。
- 本作はフジテレビ系『HEY!HEY!HEY! MUSIC CHAMP』のエンディングテーマになった。6枚目のシングル『シングルベッド』以来のバラードで、寂しさの表現を意識して、高音域を抑え中低音域を主体に作られたメロディーラインが特徴の曲である。

## 補足
- 本作でこの年の全日本有線放送大賞を2年連続で受賞し、第29回日本有線大賞も受賞した。
- ビデオクリップは、ヘリコプターでのロケーションを無許可で行ったため、警察からの注意を受けた。しかし、早く済まそうとしたせいか撮影は1回で成功した。
- カップリングの「Moving」は、1997年4月にフジテレビがお台場に社屋を移転[1]する際の「フジテレビ引っ越しテーマソング」に使用された[2]。歌詞の内容も引っ越しに特化しており、フジテレビのリモコン番号である「8」を「日本の縁起がいい数字」として登場させている。

## チャート成績
- 本作はオリコンシングルチャートで1位を獲得した唯一のシングルであり、累計49.3万枚（オリコン調べ）を売り上げた[3]。

## 収録曲
1. 涙の影
  - 作詞:つんく 作曲:はたけ 編曲:シャ乱Q
  - (ストリングスアレンジ:前嶋康明)
2. Moving
  - 作詞:まこと 作曲:つんく 編曲:シャ乱Q
3. 涙の影(inst.)
4. Moving(inst.)

## 楽曲の収録アルバム
- GOLDEN Q (#1)
- ベストアルバム おまけつき '96〜'99 (#1)
- BEST OF HISTORY (#1,2)
- シャ乱Qハタチのベスト・アルバムDVDつき (#1)
- GOLDEN☆BEST シャ乱Q (#1)